# Estação Mangueira (SuperVia)
Mangueira/Jamelão é uma estação de trem do Rio de Janeiro, atualmente desativada.

## História
Era a primeira estação depois da Central do Brasil, daí o nome da escola de samba Mangueira. Atualmente é a quarta, após Praça da Bandeira, São Cristóvão e Maracanã.
Foi aberta em 1869. Segundo Sérgio Cabral, desde 11 de maio de 1852, quando se inaugurou nas proximidades da Quinta da Boa Vista o primeiro telégrafo aéreo do Brasil, a elevação vizinha da Quinta que era conhecida como Morro dos Telégrafos.
Pouco depois, foi instalada nas proximidades uma indústria com o nome de Fábrica de Fernando Fraga, que produzia chapéus e que, em pouco tempo, passou a ser conhecida como Fábrica das Mangueiras, já que a região era uma das principais produtoras de mangas do Rio de Janeiro. Não tardou para que a Fábrica de Fernando Fraga mudasse para Fábrica de Chapéus Mangueira. O novo nome foi decisivo para que a E. F. Dom Pedro II batizasse de Mangueira a estação de trem inaugurada em 1869. A elevação ao lado da linha férrea também começou a ser chamada de Mangueira, enquanto o antigo nome de Telégrafos permaneceu para identificar apenas uma parte do morro.
Em 1937, próximo à estação, foi inaugurada uma subestação elétrica quando da abertura do primeiro trecho eletrificado da Central. Segundo José Emilio C. Buzelin, a numeração das subestações seguia a ordem a da estação Dom Pedro II, na eletrificação da linha tronco da Central, que tem seu início em 1937 a partir de Mangueira, onde está a primeira.
Por ser muito encostada na nova plataforma da Estação Maracanã, foi fechada em agosto de 2014. No dia 22 de fevereiro de 2016, os passageiros que desembarcam na estação Intermodal Maracanã passaram a ter mais uma opção de saída com a reabertura da estação Mangueira. Uma passarela de 77 metros permite a ligação entre as duas estações internamente pela plataforma 1 da estação Intermodal Maracanã até a plataforma da estação Mangueira. A iniciativa facilita a saída dos passageiros que desejarem seguir para as ruas Visconde de Niterói, São Francisco Xavier e Rei Pelé. 